# Тимонин, Анатолий Николаевич
Анато́лий Никола́евич Тимо́нин (род. 14 февраля 1955, с. Петровское, Макаровский район сейчас — Ишимбайский) — российский учёный (историк и юрист). Доктор юридических наук, профессор (кафедра теории и истории государства и права Института права УУНиТ).

## Образование и учёные степени
- Окончил юридический факультет БашГУ (1981) (ныне Уфимский университет науки и технологий).
- 1983—1986 очная аспирантура юридического факультета ЛГУ (научный руководитель профессор А. И. Королев). Кандидатская диссертация: «Образование Древнерусского государства: вопросы теории» (1987).
- В 1997 году защитил докторскую диссертацию «Исторический генезис Древнерусского государства: теоретико-методологический аспект».

## Основные работы
Автор более 30 научных публикаций, из них 1 монография, 3 учебных пособия и 1 брошюра.
- «Проблемы генезиса Древнерусского государства и права» (Уфа, 1997).